# Premi e riconoscimenti di Maren Morris
Questa è una lista dei premi e dei riconoscimenti ricevuti da Maren Morris.

## Academy of Country Music Awards
| Anno | Nomina                                               | Premio                          | Risultato       |
| ---- | ---------------------------------------------------- | ------------------------------- | --------------- |
| 2017 | Maren Morris                                         | New Female Vocalist of the Year | Vincitore/trice |
| 2017 | Maren Morris                                         | Female Vocalist of the Year     | Candidato/a     |
| 2017 | Hero                                                 | Album of the Year               | Candidato/a     |
| 2017 | My Church                                            | Single Record of the Year       | Candidato/a     |
| 2018 | Maren Morris                                         | Female Vocalist of the Year     | Candidato/a     |
| 2018 | Craving You (con Thomas Rhett)                       | Vocal Event of the Year         | Candidato/a     |
| 2018 | Dear Hate (featuring Vince Gill)                     | Vocal Event of the Year         | Candidato/a     |
| 2019 | Maren Morris                                         | Female Vocalist of the Year     | Candidato/a     |
| 2020 | Maren Morris                                         | Female Artist of the Year       | Vincitore/trice |
| 2020 | The Highwomen                                        | Group of the Year               | Candidato/a     |
| 2020 | Fooled Around and Fell in Love (con Miranda Lambert) | Music Event of the Year         | Vincitore/trice |
| 2020 | GIRL                                                 | Album of the Year               | Candidato/a     |
| 2021 | Maren Morris                                         | Female Artist of the Year       | Vincitore/trice |
| 2021 | The Highwomen                                        | Group of the Year               | Candidato/a     |
| 2021 | The Bones                                            | Single of the Year              | Candidato/a     |
| 2021 | The Bones                                            | Song of the Year                | Vincitore/trice |
| 2021 | Better Than We Found It                              | Video of the Year               | Candidato/a     |
| 2022 | Maren Morris                                         | Female Artist of the Year       | Candidato/a     |

## AllMusic Year in Review Awards
| Anno | Nomina       | Premio                  | Risultato       |
| ---- | ------------ | ----------------------- | --------------- |
| 2016 | Hero         | Favorite Country Albums | Vincitore/trice |
| 2016 | Hero         | AllMusic Best of 2016   | Vincitore/trice |
| 2019 | Girl         | Favorite Country Albums | Vincitore/trice |
| 2022 | Humble Quest | Favorite Country Albums | Vincitore/trice |

## American Music Awards (AMAs)
| Anno | Nomina                       | Premio                           | Risultato       |
| ---- | ---------------------------- | -------------------------------- | --------------- |
| 2017 | Maren Morris                 | Favorite Female Artist - Country | Candidato/a     |
| 2018 | Maren Morris                 | Favorite Female Artist - Country | Candidato/a     |
| 2018 | The Middle (con Zedd e Grey) | Collaboration of the Year        | Candidato/a     |
| 2019 | Maren Morris                 | Favorite Female Artist - Country | Candidato/a     |
| 2020 | Maren Morris                 | Favorite Female Artist - Country | Vincitore/trice |
| 2020 | The Bones                    | Favorite Song – Country          | Candidato/a     |
| 2021 | Maren Morris                 | Favorite Female Artist - Country | Candidato/a     |
| 2022 | Maren Morris                 | Favorite Female Artist - Country | Candidato/a     |

## APRA Music Awards
| Anno | Nomina                       | Premio                                  | Risultato       |
| ---- | ---------------------------- | --------------------------------------- | --------------- |
| 2019 | The Middle (con Zedd e Grey) | Dance Work of the Year                  | Vincitore/trice |
| 2019 | The Middle (con Zedd e Grey) | Most Played Australian Work             | Vincitore/trice |
| 2020 | Girl                         | Most Performed Country Work of the Year | Candidato/a     |

## Billboard Music Awards
| Anno | Nomina                       | Premio                    | Risultato       |
| ---- | ---------------------------- | ------------------------- | --------------- |
| 2018 | Maren Morris                 | Top Country Female Artist | Vincitore/trice |
| 2019 | Maren Morris                 | Top Country Female Artist | Candidato/a     |
| 2019 | The Middle (con Zedd e Grey) | Top Radio Song            | Candidato/a     |
| 2019 | The Middle (con Zedd e Grey) | Top Dance/Electronic Song | Vincitore/trice |
| 2020 | Maren Morris                 | Top Country Artist        | Candidato/a     |
| 2020 | Maren Morris                 | Top Female Country Artist | Vincitore/trice |
| 2020 | GIRL                         | Top Country Album         | Candidato/a     |
| 2020 | The Bones                    | Top Country Song          | Candidato/a     |
| 2021 | Maren Morris                 | Top Country Female Artist | Candidato/a     |

## Billboard Women in Music
| Anno | Nomina       | Premio              | Risultato       |
| ---- | ------------ | ------------------- | --------------- |
| 2016 | Maren Morris | Breakthrough Artist | Vincitore/trice |
| 2024 | Maren Morris | Visionary Award     | Vincitore/trice |

## BMI Country Awards
| Anno | Nomina                  | Premio            | Risultato       |
| ---- | ----------------------- | ----------------- | --------------- |
| 2017 | My Church               | Top Country Songs | Vincitore/trice |
| 2017 | 80s Mercedes            | Top Country Songs | Vincitore/trice |
| 2018 | I Could Use a Love Song | Top Country Songs | Vincitore/trice |
| 2019 | Rich                    | Top Country Songs | Vincitore/trice |
| 2020 | Girl                    | Top Country Songs | Vincitore/trice |
| 2020 | The Bones               | Top Country Songs | Vincitore/trice |

## BMI Pop Awards
| Anno | Nomina    | Premio           | Risultato       |
| ---- | --------- | ---------------- | --------------- |
| 2021 | The Bones | Song of the Year | Vincitore/trice |
| 2021 | The Bones | Top Pop Songs    | Vincitore/trice |

## British Country Music Association Awards
| Anno | Nomina    | Premio                          | Risultato       |
| ---- | --------- | ------------------------------- | --------------- |
| 2016 | My Church | International Song of the Year  | Candidato/a     |
| 2019 | Girl      | International Album of the Year | Vincitore/trice |
| 2019 | The Bones | International Song of the Year  | Candidato/a     |

## Country Music Association Awards (CMAs)
| Anno | Nomina                                               | Premio                      | Risultato       |
| ---- | ---------------------------------------------------- | --------------------------- | --------------- |
| 2016 | Maren Morris                                         | New Artist of the Year      | Vincitore/trice |
| 2016 | Maren Morris                                         | Female Vocalist of the Year | Candidato/a     |
| 2016 | Hero                                                 | Album of the Year           | Candidato/a     |
| 2016 | My Church                                            | Song of the Year            | Candidato/a     |
| 2016 | My Church                                            | Single of the Year          | Candidato/a     |
| 2017 | Maren Morris                                         | Female Vocalist of the Year | Candidato/a     |
| 2017 | Craving You (con Thomas Rhett)                       | Musical Event of the Year   | Candidato/a     |
| 2017 | Craving You (con Thomas Rhett)                       | Music Video of the Year     | Candidato/a     |
| 2018 | Maren Morris                                         | Female Vocalist of the Year | Candidato/a     |
| 2018 | Dear Hate (ft. Vince Gill)                           | Musical Event of the Year   | Candidato/a     |
| 2019 | Maren Morris                                         | Female Vocalist of the Year | Candidato/a     |
| 2019 | Girl                                                 | Album of the Year           | Vincitore/trice |
| 2019 | Girl                                                 | Song of the Year            | Candidato/a     |
| 2019 | Girl                                                 | Single of the Year          | Candidato/a     |
| 2019 | Girl                                                 | Music Video of the Year     | Candidato/a     |
| 2019 | All My Favorite People (ft. Brothers Osbourne)       | Musical Event of the Year   | Candidato/a     |
| 2020 | Maren Morris                                         | Female Vocalist of the Year | Vincitore/trice |
| 2020 | The Bones                                            | Song of the Year            | Vincitore/trice |
| 2020 | The Bones                                            | Single of the Year          | Vincitore/trice |
| 2020 | The Bones (con Hozier)                               | Musical Event of the Year   | Candidato/a     |
| 2020 | Fooled Around and Fell in Love (con Miranda Lambert) | Musical Event of the Year   | Candidato/a     |
| 2021 | Maren Morris                                         | Female Vocalist of the Year | Candidato/a     |
| 2021 | Chasing After You (con Ryan Hurd)                    | Music Video of the Year     | Candidato/a     |
| 2021 | Chasing After You (con Ryan Hurd)                    | Musical Event of the Year   | Candidato/a     |
| 2022 | Humble Quest                                         | Album of the Year           | Candidato/a     |

## CMT Music Awards
| Anno | Nomina                                                       | Premio                          | Risultato   |
| ---- | ------------------------------------------------------------ | ------------------------------- | ----------- |
| 2017 | 80s Mercedes                                                 | Female Video of the Year        | Candidato/a |
| 2017 | 80s Mercedes (con Alicia Keys su CMT Crossroads)             | Performance of the Year         | Candidato/a |
| 2018 | Craving You (con Thomas Rhett)                               | Collaborative Video of the Year | Candidato/a |
| 2018 | I Could Use a Love Song                                      | Female Video of the Year        | Candidato/a |
| 2019 | Girl                                                         | Video of the Year               | Candidato/a |
| 2019 | Girl                                                         | Female Video of the Year        | Candidato/a |
| 2019 | (You Make Me Feel Like) A Natural Woman (con Brandi Carlile) | Performance of the Year         | Candidato/a |
| 2020 | Crowded Table (come membro dei The Highwomen)                | Group Video of the Year         | Candidato/a |
| 2021 | To Hell & Back                                               | Female Video of the Year        | Candidato/a |
| 2021 | Chasing After You (con Ryan Hurd)                            | Collaborative Video of the Year | Candidato/a |
| 2021 | Chasing After You (con Ryan Hurd)                            | Best Family Feature             | Candidato/a |
| 2022 | Circles Around This Town                                     | Video of the Year               | Candidato/a |
| 2022 | Circles Around This Town                                     | Female Video of the Year        | Candidato/a |
| 2023 | Humble Quest                                                 | Female Video of the Year        | Candidato/a |

## Electronic Dance Music Awards (EDMAs)
| Anno | Nomina                                                                      | Premio             | Risultato   |
| ---- | --------------------------------------------------------------------------- | ------------------ | ----------- |
| 2019 | The Middle (KAYVIAN remix) [con Zedd & Grey]                                | Best Remix in Trap | Candidato/a |
| 2019 | The Middle (con Zedd & Grey) vs Calvin Harris' Feel So Close (Dramos remix) | Best Mashup        | Candidato/a |

## Gold Derby Awards
| Anno | Nomina                   | Premio                        | Risultato   |
| ---- | ------------------------ | ----------------------------- | ----------- |
| 2021 | Maren Morris             | Best Country/Americana Artist | Candidato/a |
| 2023 | Circles Around This Town | Best Country/Americana Song   | Candidato/a |
| 2023 | Humble Quest             | Best Country/Americana Album  | Candidato/a |
| 2023 | Maren Morris             | Best Country/Americana Artist | Candidato/a |
| 2024 | Maren Morris             | Best Country/Americana Artist | Candidato/a |

## Grammy Awards
| Anno | Nomina                            | Premio                             | Risultato       |
| ---- | --------------------------------- | ---------------------------------- | --------------- |
| 2017 | Maren Morris                      | Best New Artist                    | Candidato/a     |
| 2017 | Hero                              | Best Country Album                 | Candidato/a     |
| 2017 | My Church                         | Best Country Solo Performance      | Vincitore/trice |
| 2017 | My Church                         | Best Country Song                  | Candidato/a     |
| 2018 | I Could Use a Love Song           | Best Country Solo Performance      | Candidato/a     |
| 2019 | The Middle (con Zedd e Grey)      | Record Of The Year                 | Candidato/a     |
| 2019 | The Middle (con Zedd e Grey)      | Best Pop Duo/Group Performance     | Candidato/a     |
| 2019 | Mona Lisas and Mad Hatters        | Best Country Solo Performance      | Candidato/a     |
| 2019 | Dear Hate (featuring Vince Gill)  | Best Country Song                  | Candidato/a     |
| 2019 | Dear Hate (featuring Vince Gill)  | Best Country Duo/Group Performance | Candidato/a     |
| 2020 | Common (featuring Brandi Carlile) | Best Country Duo/Group Performance | Candidato/a     |
| 2021 | The Bones                         | Best Country Song                  | Candidato/a     |
| 2022 | Chasing After You (con Ryan Hurd) | Best Country Duo/Group Performance | Candidato/a     |
| 2022 | Better Than We Found It           | Best Country Song                  | Candidato/a     |
| 2023 | Humble Quest                      | Best Country Album                 | Candidato/a     |
| 2023 | Circles Around This Town          | Best Country Song                  | Candidato/a     |
| 2023 | Circles Around This Town          | Best Country Solo Performance      | Candidato/a     |

## iHeartRadio Music Awards
| Anno | Nomina                         | Premio                     | Risultato       |
| ---- | ------------------------------ | -------------------------- | --------------- |
| 2017 | Maren Morris                   | Best New Country Artist    | Candidato/a     |
| 2019 | The Middle (con Zedd e Grey)   | Song of the Year           | Vincitore/trice |
| 2019 | The Middle (con Zedd e Grey)   | Best Collaboration         | Candidato/a     |
| 2019 | The Middle (con Zedd e Grey)   | Dance Song of the Year     | Vincitore/trice |
| 2019 | Rich                           | Country Song of the Year   | Candidato/a     |
| 2020 | The Bones                      | Best Lyrics                | Candidato/a     |
| 2020 | The Bones (con Hozier)         | Best Remix                 | Candidato/a     |
| 2020 | Fooled Around and Fell in Love | Best Cover Song            | Candidato/a     |
| 2020 | Girl                           | Country Song of the Year   | Candidato/a     |
| 2021 | Maren Morris                   | Country Artist of the Year | Candidato/a     |
| 2021 | The Bones                      | Country Song of the Year   | Vincitore/trice |

## iHeartRadio Titanium Awards
| Anno | Nomina                       | Premio                                                 | Risultato       |
| ---- | ---------------------------- | ------------------------------------------------------ | --------------- |
| 2018 | The Middle (con Zedd e Grey) | 1 Billion Total Audience Spins on iHeartRadio Stations | Vincitore/trice |
| 2020 | The Bones                    | 1 Billion Total Audience Spins on iHeartRadio Stations | Vincitore/trice |

## iHeartRadio Much Music Video Awards
| Anno | Nomina                       | Premio             | Risultato   |
| ---- | ---------------------------- | ------------------ | ----------- |
| 2018 | The Middle (con Zedd e Grey) | Best Collaboration | Candidato/a |
| 2018 | The Middle (con Zedd e Grey) | Song of the Summer | Candidato/a |

## MTV Video Music Awards (VMAs)
| Anno | Nomina | Premio            | Risultato   |
| ---- | ------ | ----------------- | ----------- |
| 2019 | Girl   | Best Power Anthem | Candidato/a |

## National Music Publisher's Association Awards (NMPA)
Il premio è assegnato agli autori delle canzoni.
| Anno | Data         | Nomina                   | Premio         | Risultato       |
| ---- | ------------ | ------------------------ | -------------- | --------------- |
| 2016 | 5 maggio     | My Church                | Gold           | Vincitore/trice |
| 2017 | 14 agosto    | 80's Mercedes            | Gold           | Vincitore/trice |
| 2018 | 29 marzo     | I Could Use A Love Song  | Gold           | Vincitore/trice |
| 2019 | 23 gennaio   | 80's Mercedes            | Platinum       | Vincitore/trice |
| 2019 | 23 gennaio   | My Church                | Multi-Platinum | Vincitore/trice |
| 2019 | 20 agosto    | Girl                     | Gold           | Vincitore/trice |
| 2019 | 20 agosto    | The Bones                | Gold           | Vincitore/trice |
| 2020 | 27 gennaio   | The Bones                | Platinum       | Vincitore/trice |
| 2020 | 30 settembre | Rich                     | Gold           | Vincitore/trice |
| 2020 | 30 settembre | Rich                     | Platinum       | Vincitore/trice |
| 2020 | 30 settembre | The Bones                | Multi-Platinum | Vincitore/trice |
| 2021 | 30 settembre | Rich                     | Multi-Platinum | Vincitore/trice |
| 2022 | 31 dicembre  | Circles Around This Town | Gold           | Vincitore/trice |

## New Music Awards
| Anno | Nomina       | Premio                            | Risultato   |
| ---- | ------------ | --------------------------------- | ----------- |
| 2024 | Maren Morris | Country Female Artist of the Year | Candidato/a |

## People's Choice Awards
| Anno | Nomina       | Premio                 | Risultato   |
| ---- | ------------ | ---------------------- | ----------- |
| 2019 | Maren Morris | Country Artist of 2019 | Candidato/a |

## Radio Disney Music Awards
| Anno | Nomina                       | Premio                  | Risultato       |
| ---- | ---------------------------- | ----------------------- | --------------- |
| 2017 | Maren Morris                 | Best New Country Artist | Vincitore/trice |
| 2017 | 80s Mercedes                 | Favorite Country Song   | Candidato/a     |
| 2018 | The Middle (con Zedd e Grey) | Song of the Year        | Candidato/a     |
| 2018 | The Middle (con Zedd e Grey) | Best Dance Track        | Candidato/a     |
| 2018 | The Middle (con Zedd e Grey) | Best Collaboration      | Candidato/a     |
| 2018 | Maren Morris                 | Country Favorite Artist | Candidato/a     |

## Spotify Billion Streams Plaque
| Anno | Nomina                       | Premio                       | Risultato       |
| ---- | ---------------------------- | ---------------------------- | --------------- |
| 2021 | The Middle (con Zedd e Grey) | 1,000,000,000 streams plaque | Vincitore/trice |

## Teen Choice Awards
| Anno | Nomina                         | Premio                              | Risultato   |
| ---- | ------------------------------ | ----------------------------------- | ----------- |
| 2017 | Craving You (con Thomas Rhett) | Choice Country Song                 | Candidato/a |
| 2018 | Maren Morris                   | Choice Music: Country Artist        | Candidato/a |
| 2018 | The Middle (con Zedd e Grey)   | Choice Music: Collaboration         | Candidato/a |
| 2018 | The Middle (con Zedd e Grey)   | Choice Music: Electronic/Dance Song | Candidato/a |
| 2019 | Girl                           | Choice Country Song                 | Candidato/a |

## Vevo Certified
| Anno | Nomina                                     | Premio         | Risultato       |
| ---- | ------------------------------------------ | -------------- | --------------- |
| 2020 | The Middle (con Zedd e Grey) (Lyric Video) | Vevo Certified | Vincitore/trice |
| 2021 | The Middle (con Zedd e Grey)               | Vevo Certified | Vincitore/trice |